# 锡德·卡特利特
锡德·利昂·卡特利特（英語：Sidny Leon Catlett，1948年4月18日—），美国NBA联盟前职业篮球运动员。他在1971年的NBA选秀中第4轮第4顺位被辛辛纳提皇家选中。